# Commutateur d'ouverture à plasma
Un commutateur d'ouverture à plasma (en anglais Plasma Opening Switch ou POS) est un dispositif permettant d'interrompre des courants électriques extrêmement intenses (plusieurs millions d'ampères), en un temps extrêmement bref (inférieur au dix-millionième de seconde). Son fonctionnement repose sur la disparition de l'état conducteur d'un plasma sous l'effet du champ magnétique produit par le courant électrique qui le traverse. Il est principalement utilisé dans la génération de hautes puissances pulsées.

## Historique
L'étude des POS a débuté dans les années 1970. Ils furent utilisés pour la première fois par C.W. Mendel en 1976 au sein des laboratoires Sandia, sur le générateur de hautes puissances pulsées PROTO I. Depuis les premiers modèles, pour lesquels la durée de la phase de conduction était de l'ordre de 300 ns (300 × 10−9 s), les chercheurs et les ingénieurs ont essayé d’obtenir des temps de conduction plus longs (supérieurs à 500 ns) pour se rapprocher des caractéristiques des générateurs disponibles.
Depuis les premières propositions faites en 1984 par P.F. Ottinger du Naval Research Laboratory, les modèles analytiques, dont le rôle est de simuler les phénomènes physiques complexes mis en œuvre, constituent des outils fondamentaux pour les chercheurs et les ingénieurs.

## Principe de fonctionnement
Un POS est le plus souvent inclus dans une ligne coaxiale sous vide destinée à transmettre la puissance électrique d'un générateur vers une charge. Les schémas ci-dessous présentent de façon simplifiée l'enchaînement des phases.
Le processus est initialisé par l'injection d'un plasma dans une région réduite (de l'ordre de quelques centimètres de largeur) de la ligne, ce qui crée une liaison électrique entre l'anode cylindrique extérieure et la cathode centrale. Lors de l'arrivée du courant du générateur dans la ligne, divers processus physiques se succèdent :
- Début de la phase de conduction : le courant est court-circuité par le plasma entre l'anode et la cathode.

- Évolution de la phase de conduction : le champ magnétique associé au passage du courant soumet le plasma à une pression qui entraîne son déplacement et son érosion.

- Phase d'ouverture : un espace isolé magnétiquement finit par se créer au voisinage de la cathode, ce qui interrompt la conduction électrique entre anode et cathode par l'intermédiaire du plasma; le courant est alors acheminé directement vers la charge.